# Legia Warszawa w Pucharze Polski
Legia we wszystkich swoich występach zdobyła dwadzieścia Pucharów Polski, najwięcej ze wszystkich polskich klubów. W tabeli wszech czasów jest na pierwszym miejscu, przed Górnikiem Zabrze, który sześć razy zdobył trofeum. Wojskowi polegli w finale sześć razy, w tym jeden raz jako rezerwy klubu, wspomagane o graczy pierwszej ekipy, która odpadła wcześniej.

## Legia Warszawa w Pucharze Polski
| Sezon     | Runda      | Data                 | Przeciwnik                                        | Wynik                 |
| --------- | ---------- | -------------------- | ------------------------------------------------- | --------------------- |
| 1925/26   | finał okr. | 8 listopada 1925     | Legia Warszawa – Warszawianka                     | 1:3 (0:0)             |
| 1950/51   | 1/16       | 25 marca 1951        | Pafawag Wrocław – Legia Warszawa                  | 1:6 (0:2)             |
| 1950/51   | 1/8        | 13 maja 1951         | Polonia Warszawa – Legia Warszawa                 | 2:2 (1:1) dogr.       |
| 1950/51   | 1/8        | 28 czerwca 1951      | Legia Warszawa – Polonia Warszawa                 | 0:3 (0:1)             |
| 1952      | 1/16       | 9 listopada 1952     | Okęcie Warszawa – Legia Warszawa                  | 1:4 (0:3)             |
| 1952      | 1/8        | 16 listopada 1952    | Górnik Zabrze – Legia II Warszawa                 | 1:2                   |
| 1952      | 1/4        | 30 listopada 1952    | Legia II Warszawa – Ruch Chorzów                  | 2:1 (0:0)             |
| 1952      | 1/2        | 14 grudnia 1952      | Wisła Kraków – Legia II Warszawa                  | 0:0, 0:1              |
| 1952      | F          | 21 grudnia 1952      | Legia II Warszawa – Polonia Warszawa              | 0:1 (0:0)             |
| 1954      | 1/32       | 15 listopada 1953    | Ślęza Wrocław – Legia Warszawa                    | 1:2 (0:0)             |
| 1954      | 1/16       | 22 listopada 1953    | Legia Warszawa – Legia II Warszawa                | 4:2 (0:1)             |
| 1954      | 1/8        | 25 kwietnia 1954     | Odra Opole – Legia Warszawa                       | 1:2 (0:0)             |
| 1954      | 1/4        | 23 maja 1954         | Legia Warszawa – Błękitni Kielce                  | 7:0 (5:0)             |
| 1954      | 1/2        | 17 lipca 1954        | Gwardia Warszawa – Legia Warszawa                 | 2:1 (0:1)             |
| 1954/1955 | 1/16       | 16 marca 1955        | Granat Skarżysko Kamienna – Legia Warszawa        | 2:3 (0:3)             |
| 1954/1955 | 1/8        | 28 kwietnia 1955     | Legia Warszawa – Cracovia                         | 3:2 (3:1)             |
| 1954/1955 | 1/4        | 2 czerwca 1955       | Legia Warszawa – Polonia Warszawa                 | 2:1 (2:1)             |
| 1954/1955 | 1/2        | 15 czerwca 1955      | Legia Warszawa – Górnik Wałbrzych                 | 6:1 (3:0)             |
| 1954/1955 | F          | 29 września 1955     | Legia Warszawa – Lechia Gdańsk                    | 5:0 (3:0)             |
| 1955/56   | 1/16       | 27 listopada 1955    | Gwardia Warszawa – Legia Warszawa                 | 1:3 (1:1)             |
| 1955/56   | 1/8        | 11 marca 1956        | Legia Warszawa – KS Chełmek                       | 2:1 (1:0)             |
| 1955/56   | 1/4        | 24 maja 1956         | Legia Warszawa – Odra Opole                       | 7:3 (4:2)             |
| 1955/56   | 1/2        | 13 czerwca 1956      | Legia Warszawa – Calisia Kalisz                   | 7:1 (3:1)             |
| 1955/56   | F          | 24 czerwca 1955      | Legia Warszawa – Górnik Zabrze                    | 3:0 (0:0)             |
| 1956/1957 | 1/16       | 10 marca 1957        | Marymont Warszawa – Legia Warszawa                | 0:7 (0:1)             |
| 1956/1957 | 1/8        | 17 marca 1957        | Ruch Chorzów – Legia Warszawa                     | 2:1 (0:1)             |
| 1961/1962 | 1/16       | 4 marca 1962         | Szombierki Bytom – Legia Warszawa                 | 0:2 (0:1)             |
| 1961/1962 | 1/8        | 24 marca 1962        | Odra Opole – Legia Warszawa                       | 3:0 (1:0)             |
| 1962/63   | 1/16       | 9 grudnia 1962       | Stal Stalowa Wola – Legia Warszawa                | 1:6 (1:4)             |
| 1962/63   | 1/8        | 16 grudnia 1962      | Legia Warszawa – Zagłębie Sosnowiec               | 0:2 (0:1)             |
| 1963/64   | 1/16       | 17 listopada 1963    | Polonia Głubczyce – Legia Warszawa                | 1:11 (0:6)            |
| 1963/64   | 1/8        | 24 listopada 1963    | Mazur Karczew – Legia Warszawa                    | 0:5 (0:4)             |
| 1963/64   | 1/4        | 8 marca 1964         | Legia Warszawa – Szombierki Bytom                 | 2:0 (0:0)             |
| 1963/64   | 1/2        | 29 marca 1964        | Legia Warszawa – Pogoń Szczecin                   | 1:0 (0:0)             |
| 1963/64   | F          | 1 maja 1964          | Legia Warszawa – Polonia Bytom                    | 2:1 (1:0, 1:1)        |
| 1964/65   | 1/16       | 31 października 1964 | Lech Poznań – Legia Warszawa                      | 2:4 (2:1)             |
| 1964/65   | 1/8        | 28 listopada 1964    | Legia Warszawa – Warmia Olsztyn                   | 4:1 (1:1)             |
| 1964/65   | 1/4        | 7 marca 1965         | Gwardia Warszawa – Legia Warszawa                 | 0:0                   |
| 1964/65   | 1/2        | 31 marca 1965        | Legia Warszawa – Górnik Zabrze                    | 1:2 (0:0, 1:1)        |
| 1965/66   | 1/16       | 21 listopada 1965    | Lechia Gdańsk – Legia Warszawa                    | 0:2 (0:0)             |
| 1965/66   | 1/8        | 13 marca 1966        | ŁKS Łódź – Legia Warszawa                         | 0:2 (0:0)             |
| 1965/66   | 1/4        | 13 kwietnia 1966     | Legia Warszawa – Szombierki Bytom                 | 1:0 (0:0)             |
| 1965/66   | 1/2        | 25 maja 1966         | Pogoń Szczecin – Legia Warszawa                   | 1:3 (1:2)             |
| 1965/66   | F          | 15 sierpnia 1966     | Legia Warszawa – Górnik Zabrze                    | 2:1 (1:0, 1:1)        |
| 1966/67   | 1/16       | 6 listopada 1966     | Olimpia Elbląg – Legia Warszawa                   | 0:2 (0:0)             |
| 1966/67   | 1/8        | 5 marca 1967         | Wisła Kraków – Legia Warszawa                     | 3:1 (3:0)             |
| 1967/68   | 1/16       | 19 listopada 1967    | Warmia II Olsztyn – Legia Warszawa                | 0:5 (0:3)             |
| 1967/68   | 1/8        | 14 kwietnia 1967     | GKS Katowice – Legia Warszawa                     | 0:0 k. 11:10          |
| 1968/69   | 1/16       | 3 listopada 1968     | Warta Poznań – Legia Warszawa                     | 1:5 (1:3)             |
| 1968/69   | 1/8        | 2 marca 1969         | Silesia Miechowice – Legia Warszawa               | 0:4 (0:3)             |
| 1968/69   | 1/4        | 5 kwietnia 1969      | Arkonia Szczecin – Legia Warszawa                 | 0:0                   |
| 1968/69   | 1/4        | 7 kwietnia 1969      | Legia Warszawa – Arkonia Szczecin                 | 3:2 (0:1)             |
| 1968/69   | 1/2        | 23 kwietnia 1969     | Unia Tarnów – Legia Warszawa                      | 0:1 (0:0)             |
| 1968/69   | 1/2        | 14 maja 1969         | Legia Warszawa – Unia Tarnów                      | 2:1 (0:1)             |
| 1968/69   | F          | 28 maja 1969         | Legia Warszawa – Górnik Zabrze                    | 0:2 (0:1)             |
| 1969/70   | 1/16       | 20 listopada 1969    | Budowlani Bydgoszcz – Legia Warszawa              | 1:2 (1:2)             |
| 1969/70   | 1/8        | 6 maja 1970          | Szombierki Bytom – Legia Warszawa                 | 2:2 (1:0, 2:2) k. 4:5 |
| 1969/70   | 1/4        | 3 czerwca 1970       | Urania Ruda Śląska – Legia Warszawa               | 0:0                   |
| 1969/70   | 1/4        | 10 czerwca 1970      | Legia Warszawa – Urania Ruda Śląska               | 1:0 (0:0)             |
| 1969/70   | 1/2        | 17 czerwca 1970      | Legia Warszawa – Ruch Chorzów                     | 0:0                   |
| 1969/70   | 1/2        | 19 czerwca 1970      | Ruch Chorzów – Legia Warszawa                     | 3:1 (2:1)             |
| 1970/71   | 1/16       | 31 października 1970 | Concordia Piotrków Trybunalski – Legia Warszawa   | 0:5 (0:3)             |
| 1970/71   | 1/8        | 29 listopada 1970    | Arka Gdynia – Legia Warszawa                      | 0:1 (0:0)             |
| 1970/71   | 1/4        | 6 marca 1971         | Zagłębie Sosnowiec – Legia Warszawa               | 4:1 (2:1)             |
| 1970/71   | 1/4        | 14 marca 1971        | Legia Warszawa – Zagłębie Sosnowiec               | 0:0                   |
| 1971/72   | 1/16       | 24 września 1971     | Gwardia Olsztyn – Legia Warszawa                  | 0:2 (0:1)             |
| 1971/72   | 1/8        | 30 października 1971 | Legia Warszawa – Stal Mielec                      | 5:2 (2:0)             |
| 1971/72   | 1/4        | 12 marca 1972        | Śląsk Wrocław – Legia Warszawa                    | 0:1 (0:0)             |
| 1971/72   | 1/4        | 18 marca 1972        | Legia Warszawa – Śląsk Wrocław                    | 2:1 (2:0)             |
| 1971/72   | 1/2        | 1 kwietnia 1972      | Raków Częstochowa – Legia Warszawa                | 0:3 (0:0)             |
| 1971/72   | 1/2        | 3 kwietnia 1972      | Legia Warszawa – Raków Częstochowa                | 2:0 (0:0)             |
| 1971/72   | F          | 4 czerwca 1972       | Górnik Zabrze – Legia Warszawa                    | 5:2 (1:2)             |
| 1972/1973 | 1/16       | –                    | wolny los                                         | –                     |
| 1972/1973 | 1/8        | 11 kwietnia 1973     | KS Lublinianka – Legia Warszawa                   | 0:0 dogr.             |
| 1972/1973 | 1/8        | 18 kwietnia 1973     | KS Lublinianka – Legia Warszawa                   | 1:5 (0:4)             |
| 1972/1973 | 1/4        | 21 kwietnia 1973     | Zawisza Bydgoszcz – Legia Warszawa                | 0:1 (0:0)             |
| 1972/1973 | 1/4        | 23 kwietnia 1973     | Legia Warszawa – Zawisza Bydgoszcz                | 2:0 (0:0)             |
| 1972/1973 | 1/2        | 2 maja 1973          | Legia Warszawa – Szombierki Bytom                 | 3:1 (0:1)             |
| 1972/1973 | 1/2        | 23 maja 1973         | Szombierki Bytom – Legia Warszawa                 | 2:0 (0:0)             |
| 1972/1973 | F          | 17 czerwca 1973      | Legia Warszawa – Polonia Bytom                    | 0:0 k. 4:2            |
| 1973/1974 | 1/16       | 1 września 1973      | Moto Jelcz II Oława – Legia Warszawa              | 1:2 (1:0)             |
| 1973/1974 | 1/8        | 28 listopada 1973    | Widzew Łódź – Legia Warszawa                      | 0:1 (0:0)             |
| 1973/1974 | 1/4        | 6 czerwca 1974       | Stal Rzeszów – Legia Warszawa                     | 2:1 (0:1)             |
| 1974/1975 | 1/16       | 3 listopada 1974     | ROW II Rybnik – Legia Warszawa                    | 3:2 (0:0)             |
| 1975/1976 | 1/16       | 23 sierpnia 1975     | Lechia Gdańsk – Legia Warszawa                    | 1:1 (0:1) k. 5:6      |
| 1975/1976 | 1/8        | 7 grudnia 1975       | GKS Jastrzębie – Legia Warszawa                   | 0:0 k. 4:3            |
| 1976/1977 | 1/16       | 18 sierpnia 1976     | Avia Świdnik – Legia Warszawa                     | 0:1 (0:0)             |
| 1976/1977 | 1/8        | 24 listopada 1976    | Górnik Zabrze – Legia Warszawa                    | 0:1 (0:0)             |
| 1976/1977 | 1/4        | 16 marca 1977        | Legia Warszawa – GKS Tychy                        | 2:1 (0:0)             |
| 1976/1977 | 1/2        | 9 kwietnia 1977      | Polonia Bytom – Legia Warszawa                    | 2:1 (2:1)             |
| 1977/1978 | 1/16       | 28 września 1977     | AZS-AWF Biała Podlaska – Legia Warszawa           | 0:1 (0:1)             |
| 1977/1978 | 1/8        | 9 listopada 1977     | Gryf Słupsk – Legia Warszawa                      | 0:3 (0:1)             |
| 1977/1978 | 1/4        | 1 marca 1978         | Legia Warszawa – Widzew Łódź                      | 2:1 (0:1)             |
| 1977/1978 | 1/2        | 15 marca 1978        | Legia Warszawa – Zagłębie Sosnowiec               | 1:1 (0:0) k. 3:5      |
| 1978/1979 | 1/16       | 17 września 1978     | Żyrardowianka Żyrardów – Legia Warszawa           | 0:4 (0:1)             |
| 1978/1979 | 1/8        | 22 października 1978 | Zagłębie II Lubin – Legia Warszawa                | 2:1 (2:1)             |
| 1979/1980 | 1/16       | 30 września 1979     | Wigry Suwałki – Legia Warszawa                    | 0:1 (0:0)             |
| 1979/1980 | 1/8        | 24 października 1979 | Gwardia Warszawa – Legia Warszawa                 | 1:2 (1:5)             |
| 1979/1980 | 1/4        | 21 listopada 1979    | Legia Warszawa – Odra Opole                       | 1:0 (1:0)             |
| 1979/1980 | 1/2        | 19 marca 1980        | Chrobry Głogów – Legia Warszawa                   | 0:4 (0:2)             |
| 1979/1980 | F          | 9 maja 1980          | Legia Warszawa – Lech Poznań                      | 5:0 (3:0)             |
| 1980/1981 | 1/16       | 20 września 1980     | Motor Lublin – Legia Warszawa                     | 1:2 (1:1)             |
| 1980/1981 | 1/8        | 8 marca 1981         | Stal Stalowa Wola – Legia Warszawa                | 0:3 (0:1)             |
| 1980/1981 | 1/4        | 13 maja 1981         | Legia Warszawa – Śląsk Wrocław                    | 2:0 (0:0)             |
| 1980/1981 | 1/2        | 18 czerwca 1981      | Odra Opole – Legia Warszawa                       | 0:2 (0:1)             |
| 1980/1981 | F          | 24 czerwca 1981      | Legia Warszawa – Pogoń Szczecin                   | 1:0 (0:0)             |
| 1981/1982 | 1/16       | 31 października 1981 | Jagiellonia II Białystok – Legia Warszawa         | 1:2 (0:2)             |
| 1981/1982 | 1/8        | 25 listopada 1981    | Legia Warszawa – Arka Gdynia                      | 1:2 (1:0)             |
| 1982/1983 | 1/16       | 22 września 1982     | GKS Tychy – Legia Warszawa                        | 0:4 (0:3)             |
| 1982/1983 | 1/8        | 28 listopada 1982    | Górnik Wałbrzych – Legia Warszawa                 | 0:2 (0:0)             |
| 1982/1983 | 1/4        | 16 marca 1983        | Legia Warszawa – Lech Poznań                      | 0:1 (0:0)             |
| 1983/1984 | 1/16       | 21 września 1983     | Korona Kielce – Legia Warszawa                    | 3:4 (1:1)             |
| 1983/1984 | 1/8        | 19 listopada 1983    | Legia Warszawa – Górnik Zabrze                    | 2:3 (1:0)             |
| 1984/1985 | 1/16       | 5 września 1984      | Hetman Zamość – Legia Warszawa                    | 1:5 (1:3)             |
| 1984/1985 | 1/8        | 21 listopada 1984    | Motor Lublin – Legia Warszawa                     | 0:2 (0:1)             |
| 1984/1985 | 1/4        | 3 marca 1985         | Górnik Zabrze – Legia Warszawa                    | 3:1 (2:0)             |
| 1984/1985 | 1/4        | 13 marca 1985        | Legia Warszawa – Górnik Zabrze                    | 2:2 (1:0)             |
| 1985/1986 | 1/16       | 25 września 1985     | Lubuszanin Drezdenko – Legia Warszawa             | 2:4 (1:2)             |
| 1985/1986 | 1/8        | 9 października 1985  | Widzew Łódź – Legia Warszawa                      | 0:1 (0:0)             |
| 1985/1986 | 1/4        | 30 października 1985 | Legia Warszawa – GKS Katowice                     | 1:3 (0:1)             |
| 1985/1986 | 1/4        | 20 listopada 1985    | GKS Katowice – Legia Warszawa                     | 2:3 (0:2)             |
| 1986/1987 | 1/16       | 24 września 1986     | Olimpia Elbląg – Legia Warszawa                   | 1:1 (1:0) k. 0:3      |
| 1986/1987 | 1/8        | 18 marca 1987        | Wisła Kraków – Legia Warszawa                     | 1:1 (1:0) k. 4:3      |
| 1987/1988 | 1/16       | 7 października 1987  | Granat Skarżysko-Kamienna – Legia Warszawa        | 1:5 (1:2)             |
| 1987/1988 | 1/8        | 18 listopada 1987    | Widzew Łódź – Legia Warszawa                      | 1:3 (1:0)             |
| 1987/1988 | 1/4        | 6 marca 1988         | Pogoń Siedlce – Legia Warszawa                    | 0:3 (0:2)             |
| 1987/1988 | 1/4        | 6 kwietnia 1988      | Legia Warszawa – Pogoń Siedlce                    | 3:1 (2:0)             |
| 1987/1988 | 1/2        | 13 kwietnia 1988     | Legia Warszawa – Górnik Zabrze                    | 1:0 (0:0)             |
| 1987/1988 | 1/2        | 4 maja 1988          | Górnik Zabrze – Legia Warszawa                    | 2:2 (0:1)             |
| 1987/1988 | F          | 23 czerwca 1988      | Lech Poznań – Legia Warszawa                      | 1:1 (0:0) k. 3:2      |
| 1988/1989 | 1/16       | 31 sierpnia 1988     | Stal Rzeszów – Legia Warszawa                     | 0:1 (0:0, 0:0)        |
| 1988/1989 | 1/8        | 14 września 1988     | Legia Warszawa – ŁKS Łódź                         | 3:0                   |
| 1988/1989 | 1/4        | 16 października 1988 | Górnik Zabrze – Legia Warszawa                    | 2:3                   |
| 1988/1989 | 1/4        | 27 października 1988 | Legia Warszawa – Górnik Zabrze                    | 2:0                   |
| 1988/1989 | 1/2        | 5 marca 1989         | GKS Katowice – Legia Warszawa                     | 1:0                   |
| 1988/1989 | 1/2        | 15 marca 1989        | Legia Warszawa – GKS Katowice                     | 2:0                   |
| 1988/1989 | F          | 23 czerwca 1989      | Legia Warszawa – Jagiellonia Białystok            | 5:2 (3:1)             |
| 1989/1990 | 1/16       | 30 sierpnia 1989     | Stal Stalowa Wola – Legia Warszawa                | 0:1                   |
| 1989/1990 | 1/8        | 18 października 1989 | Zagłębie Sosnowiec – Legia Warszawa               | 0:1                   |
| 1989/1990 | 1/4        | 8 listopada 1989     | Mieszko Gniezno – Legia Warszawa                  | 0:5                   |
| 1989/1990 | 1/4        | 22 listopada 1989    | Legia Warszawa – Mieszko Gniezno                  | 5:1                   |
| 1989/1990 | 1/2        | 9 czerwca 1990       | Legia Warszawa – Stal Mielec                      | 2:0                   |
| 1989/1990 | 1/2        | 13 czerwca 1990      | Stal Mielec – Legia Warszawa                      | 2:2                   |
| 1989/1990 | F          | 17 czerwca 1990      | Legia Warszawa – GKS Katowice                     | 2:0 (1:0)             |
| 1990/1991 | 1/16       | 29 sierpnia 1990     | Ślęza Wrocław – Legia Warszawa                    | 1:2 (0:1)             |
| 1990/1991 | 1/8        | 21 listopada 1990    | Zagłębie Wałbrzych – Legia Warszawa               | 0:3 (0:1)             |
| 1990/1991 | 1/4        | 3 kwietnia 1991      | Legia Warszawa – ŁKS Łódź                         | 2:0 (1:0)             |
| 1990/1991 | 1/4        | 8 maja 1991          | ŁKS Łódź – Legia Warszawa                         | 2:0 (1:0, 2:0) k. 5:6 |
| 1990/1991 | 1/2        | 15 maja 1991         | Olimpia Poznań – Legia Warszawa                   | 0:3 vo.               |
| 1990/1991 | 1/2        | 5 czerwca 1991       | Legia Warszawa – Olimpia Poznań                   | 1:0 (1:0)             |
| 1990/1991 | F          | 23 czerwca 1991      | GKS Katowice – Legia Warszawa                     | 1:0 (0:0)             |
| 1991/1992 | 1/16       | 3 września 1991      | Górnik Złotoryja – Legia Warszawa                 | 0:4                   |
| 1991/1992 | 1/8        | 20 listopada 1991    | Stal Rzeszów – Legia Warszawa                     | 1:0 (0:0, 0:0)        |
| 1992/1993 | 1/16       | 20 października 1992 | Karpaty Krosno – Legia Warszawa                   | 1:3                   |
| 1992/1993 | 1/8        | 10 listopada 1992    | Legia Warszawa – Zagłębie Lubin                   | 3:0                   |
| 1992/1993 | 1/4        | 10 marca 1993        | KP Wałbrzych – Legia Warszawa                     | 2:1                   |
| 1992/1993 | 1/4        | 23 marca 1993        | Legia Warszawa – KP Wałbrzych                     | 2:0                   |
| 1992/1993 | 1/2        | 7 kwietnia 1993      | Legia Warszawa – GKS Katowice                     | 0:1                   |
| 1992/1993 | 1/2        | 23 kwietnia 1993     | GKS Katowice – Legia Warszawa                     | 0:0                   |
| 1993/1994 | 1/16       | 6 października 1993  | Raczkowski Namysłów – Legia Warszawa              | 0:1                   |
| 1993/1994 | 1/8        | 10 listopada 1993    | Widzew Łódź – Legia Warszawa                      | 1:2                   |
| 1993/1994 | 1/4        | 30 marca 1994        | Hetman Zamość – Legia Warszawa                    | 0:0                   |
| 1993/1994 | 1/4        | 11 maja 1994         | Legia Warszawa – Hetman Zamość                    | 3:0                   |
| 1993/1994 | 1/2        | 25 maja 1994         | Legia Warszawa – Górnik Zabrze                    | 5:2                   |
| 1993/1994 | 1/2        | 8 czerwca 1994       | Górnik Zabrze – Legia Warszawa                    | 2:2                   |
| 1993/1994 | F          | 18 czerwca 1994      | Legia Warszawa – ŁKS Łódź                         | 2:0 (0:0)             |
| 1994/1995 | 1/16       | 26 października 1994 | Legia Warszawa – Zagłębie Lubin                   | 1:0                   |
| 1994/1995 | 1/8        | 30 listopada 1994    | Hetman Zamość – Legia Warszawa                    | 0:3                   |
| 1994/1995 | 1/4        | 5 kwietnia 1995      | Legia Warszawa – Raków Częstochowa                | 4:1 dogr.             |
| 1994/1995 | 1/2        | 3 maja 1995          | Lech Poznań – Legia Warszawa                      | 1:1 k. 2:4            |
| 1994/1995 | F          | 18 czerwca 1995      | Legia Warszawa – GKS Katowice                     | 2:0 (1:0)             |
| 1995/1996 | 1/16       | 25 października 1995 | Ruch Chorzów – Legia Warszawa                     | 2:1                   |
| 1996/1997 | 1/16       | 28 września 1996     | Jeziorak Iława – Legia Warszawa                   | 1:3 dogr.             |
| 1996/1997 | 1/8        | 13 listopada 1996    | Legia Warszawa – Górnik Zabrze                    | 1:0                   |
| 1996/1997 | 1/4        | 16 kwietnia 1997     | Legia Warszawa – Pogoń Szczecin                   | 4:1                   |
| 1996/1997 | 1/2        | 14 maja 1997         | Legia Warszawa – Odra Wodzisław Śląski            | 3:0                   |
| 1996/1997 | F          | 29 czerwca 1997      | Legia Warszawa – GKS Katowice                     | 2:0 (1:0)             |
| 1997/1998 | 1/16       | 10 września 1997     | Bucovia Bukowa – Legia Warszawa                   | 0:3                   |
| 1997/1998 | 1/8        | 12 listopada 1997    | Amica Wronki – Legia Warszawa                     | 3:0                   |
| 1998/1999 | 1/16       | 14 października 1998 | Świt Nowy Dwór Mazowiecki – Legia Warszawa        | 1:3                   |
| 1998/1999 | 1/8        | 7 listopada 1998     | GKS Bełchatów – Legia Warszawa                    | 0:0 k. 3:2            |
| 1999/2000 | 1/16       | 13 października 1999 | KP Konin – Legia Warszawa                         | 1:2 (1:1)             |
| 1999/2000 | 1/8        | 8 marca 2000         | Odra Wodzisław Śląski – Legia Warszawa            | 0:2 (0:0)             |
| 1999/2000 | 1/4        | 11 kwietnia 2000     | Legia Warszawa – Amica Wronki                     | 3:2 (1:1)             |
| 1999/2000 | 1/4        | 18 kwietnia 2000     | Amica Wronki – Legia Warszawa                     | 2:3 (1:0, 3:2) k. 3:1 |
| 2000/2001 | 1/16       | 23 września 2000     | KS Myszków – Legia Warszawa                       | 0:1 (0:1)             |
| 2000/2001 | 1/8        | 22 listopada 2000    | Śląsk Wrocław – Legia Warszawa                    | 2:6 (1:2)             |
| 2000/2001 | 1/4        | 7 marca 2001         | Zagłębie Lubin – Legia Warszawa                   | 4:0 (3:0)             |
| 2000/2001 | 1/4        | 14 marca 2001        | Legia Warszawa – Zagłębie Lubin                   | 1:0 (1:0)             |
| 2001/2002 | 1/16       | 9 października 2001  | Śląsk Wrocław – Legia Warszawa                    | 0:1 (0:0, 0:0) dogr.  |
| 2001/2002 | 1/8        | 10 listopada 2001    | RKS Radomsko – Legia Warszawa                     | 1:2 (0:1, 1:1) dogr.  |
| 2001/2002 | 1/4        | 20 listopada 2001    | Legia Warszawa – Ruch Chorzów                     | 2:4 (1:2)             |
| 2001/2002 | 1/4        | 29 listopada 2001    | Ruch Chorzów – Legia Warszawa                     | 0:1 (0:0)             |
| 2002/2003 | 1/16       | 11 września 2002     | Okęcie Warszawa – Legia Warszawa                  | 0:3 (0:1)             |
| 2002/2003 | 1/8        | 16 października 2002 | Legia Warszawa – RKS Radomsko                     | 0:1 (0:0)             |
| 2003/2004 | 1/16       | 20 sierpnia 2003     | Tłoki Gorzyce – Legia Warszawa                    | 1:3 (0:1)             |
| 2003/2004 | 1/8        | 17 września 2003     | Górnik Zabrze – Legia Warszawa                    | 0:2 (0:1)             |
| 2003/2004 | 1/4        | 30 września 2003     | Korona Kielce – Legia Warszawa                    | 1:1 (1:0)             |
| 2003/2004 | 1/4        | 22 października 2003 | Legia Warszawa – Korona Kielce                    | 2:0 (2:0)             |
| 2003/2004 | 1/2        | 13 kwietnia 2004     | Jagiellonia Białystok – Legia Warszawa            | 0:3 vo.               |
| 2003/2004 | 1/2        | 22 kwietnia 2004     | Legia Warszawa – Jagiellonia Białystok            | 0:0                   |
| 2003/2004 | F          | 18 maja 2004         | Lech Poznań – Legia Warszawa                      | 2:0 (2:0)             |
| 2003/2004 | F          | 1 czerwca 2004       | Legia Warszawa – Lech Poznań                      | 1:0 (0:0)             |
| 2004/2005 | Gr         | 22 września 2004     | Świt Nowy Dwór Mazowiecki – Legia Warszawa        | 0:1 (0:0)             |
| 2004/2005 | Gr         | 6 października 2004  | Legia Warszawa – Mazowsze Grójec                  | 1:0 (1:0)             |
| 2004/2005 | Gr         | 23 października 2004 | Pogoń Szczecin – Legia Warszawa                   | 3:0 (0:0)             |
| 2004/2005 | Gr         | 10 listopada 2004    | Legia Warszawa – Świt Nowy Dwór Mazowiecki        | 4:0 (1:0)             |
| 2004/2005 | Gr         | 28 listopada 2004    | Mazowsze Grójec – Legia Warszawa                  | 1:2 (0:1)             |
| 2004/2005 | Gr         | 5 grudnia 2004       | Legia Warszawa – Pogoń Szczecin                   | 1:3 (0:0)             |
| 2004/2005 | 1/8        | 5 marca 2005         | Legia Warszawa – Górnik Zabrze                    | 1:0 (1:0)             |
| 2004/2005 | 1/8        | 13 kwietnia 2005     | Górnik Zabrze – Legia Warszawa                    | 2:1 (1:0, 2:1) k. 2:3 |
| 2004/2005 | 1/4        | 10 maja 2005         | Lech Poznań – Legia Warszawa                      | 0:0                   |
| 2004/2005 | 1/4        | 18 maja 2005         | Legia Warszawa – Lech Poznań                      | 2:1 (1:1)             |
| 2004/2005 | 1/2        | 6 czerwca 2005       | Legia Warszawa – Dyskobolia Grodzisk Wielkopolski | 1:1 (1:0)             |
| 2004/2005 | 1/2        | 15 czerwca 2005      | Dyskobolia Grodzisk Wielkopolski – Legia Warszawa | 1:1 (1:1, 1:1) k. 4:1 |
| 2005/2006 | 1/16       | 20 września 2005     | KSZO Ostrowiec Świętokrzyski – Legia Warszawa     | 1:2 (1:0)             |
| 2005/2006 | 1/16       | 26 października 2005 | Legia Warszawa – KSZO Ostrowiec Świętokrzyski     | 2:0 (0:0)             |
| 2005/2006 | 1/8        | 11 listopada 2005    | Hetman Zamość – Legia Warszawa                    | 0:4 (0:1)             |
| 2005/2006 | 1/8        | 23 listopada 2005    | Legia Warszawa – Hetman Zamość                    | 6:0 (3:0)             |
| 2005/2006 | 1/4        | 30 listopada 2005    | Legia Warszawa – Korona Kielce                    | 2:0 (1:0)             |
| 2005/2006 | 1/4        | 7 marca 2006         | Korona Kielce – Legia Warszawa                    | 3:0 (1:0, 2:0) dogr.  |
| 2006/2007 | 1/16       | 20 września 2006     | Stal Sanok – Legia Warszawa                       | 2:1 (1:0)             |
| 2007/2008 | 1/16       | 25 września 2007     | Sandecja II Nowy Sącz – Legia Warszawa            | 0:4 (0:3)             |
| 2007/2008 | 1/8        | 31 października 2007 | Legia Warszawa – ŁKS Łódź                         | 1:0 (0:0)             |
| 2007/2008 | 1/4        | 2 kwietnia 2008      | Legia Warszawa – Lechia Gdańsk                    | 1:0 (0:0)             |
| 2007/2008 | 1/4        | 9 kwietnia 2008      | Lechia Gdańsk – Legia Warszawa                    | 0:1 (0:0)             |
| 2007/2008 | 1/2        | 22 kwietnia 2008     | Legia Warszawa – Zagłębie Lubin                   | 0:0                   |
| 2007/2008 | 1/2        | 30 kwietnia 2008     | Zagłębie Lubin – Legia Warszawa                   | 1:1 (1:0)             |
| 2007/2008 | F          | 13 maja 2008         | Legia Warszawa – Wisła Kraków                     | 0:0 k. 4:3            |
| 2008/2009 | 1/16       | 23 września 2008     | Wisła Płock – Legia Warszawa                      | 1:2 (1:0, 1:1) dogr.  |
| 2008/2009 | 1/8        | 29 października 2008 | Legia Warszawa – Jagiellonia Białystok            | 0:0 k. 8:7            |
| 2008/2009 | 1/4        | 17 marca 2009        | Legia Warszawa – Stal Sanok                       | 3:1 (2:1)             |
| 2008/2009 | 1/4        | 8 kwietnia 2009      | Stal Sanok – Legia Warszawa                       | 1:1 (0:0)             |
| 2008/2009 | 1/2        | 29 kwietnia 2009     | Legia Warszawa – Ruch Chorzów                     | 0:1 (0:0)             |
| 2008/2009 | 1/2        | 7 maja 2009          | Ruch Chorzów – Legia Warszawa                     | 1:0 (1:0)             |
| 2009/2010 | 1/16       | 29 września 2009     | GKP Gorzów Wielkopolski – Legia Warszawa          | 0:2 (0:1)             |
| 2009/2010 | 1/8        | 25 listopada 2009    | Legia Warszawa – Cracovia                         | 2:0 (0:0, 0:0) dogr.  |
| 2009/2010 | 1/4        | 16 marca 2010        | Ruch Chorzów – Legia Warszawa                     | 1:0 (0:0)             |
| 2009/2010 | 1/4        | 23 marca 2010        | Legia Warszawa – Ruch Chorzów                     | 2:1 (1:0, 1:0) dogr.  |
| 2010/2011 | 1/16       | 21 września 2010     | Pogoń Szczecin – Legia Warszawa                   | 0:1 (0:0)             |
| 2010/2011 | 1/8        | 26 października 2010 | Śląsk Wrocław – Legia Warszawa                    | 1:2 (0:0)             |
| 2010/2011 | 1/4        | 1 marca 2011         | Ruch Chorzów – Legia Warszawa                     | 1:1 (1:0)             |
| 2010/2011 | 1/4        | 15 marca 2011        | Legia Warszawa – Ruch Chorzów                     | 2:0 (1:0)             |
| 2010/2011 | 1/2        | 6 kwietnia 2011      | Lechia Gdańsk – Legia Warszawa                    | 0:1 (0:0)             |
| 2010/2011 | 1/2        | 20 kwietnia 2011     | Legia Warszawa – Lechia Gdańsk                    | 4:0 (1:0)             |
| 2010/2011 | F          | 3 maja 2011          | Legia Warszawa – Lech Poznań                      | 1:1 (0:1, 1:1) k. 5:4 |
| 2011/2012 | 1/16       | 21 września 2011     | Rozwój II Katowice – Legia Warszawa               | 1:4 (1:2)             |
| 2011/2012 | 1/8        | 26 października 2011 | Legia Warszawa – Widzew Łódź                      | 3:0 (1:0)             |
| 2011/2012 | 1/4        | 13 marca 2012        | Gryf Wejherowo – Legia Warszawa                   | 0:3 (0:3)             |
| 2011/2012 | 1/4        | 20 marca 2012        | Legia Warszawa – Gryf Wejherowo                   | 1:1 (0:0)             |
| 2011/2012 | 1/2        | 4 kwietnia 2012      | Arka Gdynia – Legia Warszawa                      | 1:2 (0:1)             |
| 2011/2012 | 1/2        | 11 kwietnia 2012     | Legia Warszawa – Arka Gdynia                      | 2:1 (1:0)             |
| 2011/2012 | F          | 24 kwietnia 2012     | Legia Warszawa – Ruch Chorzów                     | 3:0 (2:0)             |
| 2012/2013 | 1/16       | 5 sierpnia 2012      | Okocimski Brzesko – Legia Warszawa                | 0:4 (0:1)             |
| 2012/2013 | 1/8        | 26 września 2012     | Piast Gliwice – Legia Warszawa                    | 1:2 (0:1)             |
| 2012/2013 | 1/4        | 26 lutego 2013       | Legia Warszawa – Olimpia Grudziądz                | 4:1 (0:1)             |
| 2012/2013 | 1/4        | 26 marca 2013        | Olimpia Grudziądz – Legia Warszawa                | 1:2 (0:0)             |
| 2012/2013 | 1/2        | 10 kwietnia 2013     | Ruch Chorzów – Legia Warszawa                     | 0:0                   |
| 2012/2013 | 1/2        | 16 kwietnia 2013     | Legia Warszawa – Ruch Chorzów                     | 2:1 (0:0)             |
| 2012/2013 | F          | 2 maja 2013          | Śląsk Wrocław – Legia Warszawa                    | 0:2 (0:2)             |
| 2012/2013 | F          | 8 maja 2013          | Legia Warszawa – Śląsk Wrocław                    | 0:1 (0:1)             |
| 2013/2014 | 1/16       | 17 sierpnia 2013     | Rozwój Katowice – Legia Warszawa                  | 0:3 (0:2)             |
| 2013/2014 | 1/8        | 18 grudnia 2013      | Górnik Zabrze – Legia Warszawa                    | 3:1 (1:0)             |
| 2014/2015 | 1/16       | 24 września 2014     | Miedź Legnica – Legia Warszawa                    | 0:4 (0:1)             |
| 2014/2015 | 1/8        | 30 października 2014 | Legia Warszawa – Pogoń Szczecin                   | 3:1 (1:1, 1:1) dogr.  |
| 2014/2015 | 1/4        | 12 lutego 2015       | Śląsk Wrocław – Legia Warszawa                    | 1:1 (0:1)             |
| 2014/2015 | 1/4        | 5 marca 2015         | Legia Warszawa – Śląsk Wrocław                    | 1:1 (0:1, 1:1) k. 3:1 |
| 2014/2015 | 1/2        | 1 kwietnia 2015      | Podbeskidzie Bielsko-Biała – Legia Warszawa       | 1:4 (0:2)             |
| 2014/2015 | 1/2        | 8 kwietnia 2015      | Legia Warszawa – Podbeskidzie Bielsko-Biała       | 2:0 (1:0)             |
| 2014/2015 | F          | 2 maja 2015          | Lech Poznań – Legia Warszawa                      | 1:2 (1:1)             |
| 2015/2016 | 1/16       | 12 sierpnia 2015     | Górnik Łęczna – Legia Warszawa                    | 0:2 (0:0)             |
| 2015/2016 | 1/8        | 24 września 2015     | Legia Warszawa – Lechia Gdańsk                    | 4:1 (1:0)             |
| 2015/2016 | 1/4        | 28 października 2015 | Chojniczanka Chojnice – Legia Warszawa            | 1:2 (0:1)             |
| 2015/2016 | 1/4        | 18 listopada 2015    | Legia Warszawa – Chojniczanka Chojnice            | 4:1 (3:1)             |
| 2015/2016 | 1/2        | 16 marca 2016        | Legia Warszawa – Zawisza Bydgoszcz                | 4:0 (1:0)             |
| 2015/2016 | 1/2        | 6 kwietnia 2016      | Zawisza Bydgoszcz – Legia Warszawa                | 1:2 (0:1)             |
| 2015/2016 | F          | 2 maja 2016          | Lech Poznań – Legia Warszawa                      | 0:1 (0:0)             |
| 2016/2017 | 1/16       | 10 sierpnia 2016     | Górnik Zabrze – Legia Warszawa                    | 3:2 (0:2, 2:2) dogr.  |
| 2017/2018 | 1/16       | 8 sierpnia 2017      | Wisła Puławy – Legia Warszawa                     | 1:4 (0:2)             |
| 2017/2018 | 1/8        | 20 września 2017     | Ruch Zdzieszowice – Legia Warszawa                | 0:4 (0:1)             |
| 2017/2018 | 1/4        | 25 października 2017 | Bytovia Bytów – Legia Warszawa                    | 1:3 (1:2)             |
| 2017/2018 | 1/4        | 29 listopada 2017    | Legia Warszawa – Bytovia Bytów                    | 4:2 (0:1)             |
| 2017/2018 | 1/2        | 3 kwietnia 2018      | Górnik Zabrze – Legia Warszawa                    | 1:1 (0:0)             |
| 2017/2018 | 1/2        | 18 kwietnia 2018     | Legia Warszawa – Górnik Zabrze                    | 2:1 (0:0)             |
| 2017/2018 | F          | 2 maja 2018          | Arka Gdynia – Legia Warszawa                      | 1:2 (0:2)             |
| 2018/2019 | 1/32       | 25 września 2018     | Chojniczanka Chojnice – Legia Warszawa            | 0:1 (0:1)             |
| 2018/2019 | 1/16       | 30 października 2018 | Piast Gliwice – Legia Warszawa                    | 1:1 (0:0, 0:0) k. 2:4 |
| 2018/2019 | 1/8        | 5 grudnia 2018       | Chrobry Głogów – Legia Warszawa                   | 0:3 (0:2)             |
| 2018/2019 | 1/4        | 13 marca 2019        | Raków Częstochowa – Legia Warszawa                | 2:1 (1:1, 1:1) dogr.  |
| 2019/2020 | 1/32       | 25 września 2019     | Puszcza Niepołomice – Legia Warszawa              | 0:2 (0:1)             |
| 2019/2020 | 1/16       | 30 października 2019 | Widzew Łódź – Legia Warszawa                      | 2:3 (0:0)             |
| 2019/2020 | 1/8        | 3 grudnia 2019       | Górnik Łęczna – Legia Warszawa                    | 0:2 (0:1)             |
| 2019/2020 | 1/4        | 26 maja 2020         | Miedź Legnica – Legia Warszawa                    | 1:2 (0:1)             |
| 2019/2020 | 1/2        | 7 lipca 2020         | Cracovia – Legia Warszawa                         | 3:0 (2:0)             |
| 2020/2021 | 1/32       | 14 sierpnia 2020     | GKS Bełchatów – Legia Warszawa                    | 1:6 (1:3)             |
| 2020/2021 | 1/16       | 25 listopada 2020    | Widzew Łódź – Legia Warszawa                      | 0:1 (0:1)             |
| 2020/2021 | 1/8        | 9 lutego 2021        | ŁKS Łódź – Legia Warszawa                         | 2:3 (1:1)             |
| 2020/2021 | 1/4        | 3 marca 2021         | Legia Warszawa – Piast Gliwice                    | 1:2 (0:1)             |
| 2021/2022 | 1/32       | 22 września 2021     | Wigry Suwałki – Legia Warszawa                    | 1:3 (1:1)             |
| 2021/2022 | 1/16       | 28 października 2021 | Świt Skolwin – Legia Warszawa                     | 0:1 (0:1)             |
| 2021/2022 | 1/8        | 1 grudnia 2021       | Motor Lublin – Legia Warszawa                     | 1:2 (1:0)             |
| 2021/2022 | 1/4        | 2 marca 2022         | Legia Warszawa – Górnik Łęczna                    | 2:0 (1:0)             |
| 2021/2022 | 1/2        | 6 kwietnia 2022      | Raków Częstochowa – Legia Warszawa                | 1:0 (1:0)             |
| 2022/2023 | 1/32       | 30 sierpnia 2022     | Bruk-Bet Termalica Nieciecza – Legia Warszawa     | 2:3 (0:1, 2:2) dogr.  |
| 2022/2023 | 1/16       | 18 października 2022 | Wisła Płock – Legia Warszawa                      | 0:3 (0:1)             |
| 2022/2023 | 1/8        | 8 listopada 2022     | Lechia Gdańsk – Legia Warszawa                    | 2:2 (1:0, 1:1) k. 2:4 |
| 2022/2023 | 1/4        | 28 lutego 2023       | Lechia Zielona Góra – Legia Warszawa              | 0:3 (0:2)             |
| 2022/2023 | 1/2        | 4 kwietnia 2023      | KKS 1925 Kalisz – Legia Warszawa                  | 0:1 (0:1)             |
| 2022/2023 | F          | 2 maja 2023          | Legia Warszawa – Raków Częstochowa                | 0:0 (0:0, 0:0) k. 6:5 |
| 2023/2024 | 1/16       | 2 listopada 2023     | GKS Tychy – Legia Warszawa                        | 0:3 (0:3)             |
| 2023/2024 | 1/8        | 6 grudnia 2023       | Korona Kielce – Legia Warszawa                    | 2:1 (1:1, 1:1) dogr.  |
| 2024/2025 | 1/16       | 31 października 2024 | Miedź Legnica – Legia Warszawa                    | 1:2 (0:0)             |
| 2024/2025 | 1/8        | 5 grudnia 2024       | ŁKS Łódź – Legia Warszawa                         | 0:3 (0:0)             |
| 2024/2025 | 1/4        | 26 lutego 2025       | Legia Warszawa – Jagiellonia Białystok            | 3:1 (0:1)             |
| 2024/2025 | 1/2        | 2 kwietnia 2025      | Ruch Chorzów – Legia Warszawa                     | 0:5 (0:2)             |
| 2024/2025 | F          | 2 maja 2025          | Pogoń Szczecin – Legia Warszawa                   | 3:4 (1:1)             |

## Finałowe mecze Pucharu Polski

### 1952
| 21 grudnia 1952 | CWKS II Warszawa | 0:1(0:0) | Polonia Warszawa · 50' Zdzisław Wesołowski | Stadion Wojska Polskiego, Warszawa Widzów: 15 tys. Sędzia: Franciszek Fronczyk, Tarnów |
|                 |                  |          |                                            |                                                                                        |

### 1954/55
| 29 września 1955 | CWKS Warszawa · Henryk Kempny 2' 8' 52' · Ernest Pol 32' · Marceli Strzykalski 75' | 5:0(3:0) | Lechia Gdańsk | Stadion Wojska Polskiego, Warszawa Widzów: 10 tys. Sędzia: Franciszek Fronczyk, Tarnów |
|                  |                                                                                    |          |               |                                                                                        |

### 1955/56
| 24 czerwca 1956 | CWKS Warszawa · Edmund Kowal 56' · Lucjan Brychczy 59' · Marceli Strzykalski 70' (k.) | 3:0(0:0) | Górnik Zabrze | Stadion Dziesięciolecia, Warszawa Widzów: 10 tys. Sędzia: Julian Mytnik, Kraków |
|                 |                                                                                       |          |               |                                                                                 |

### 1963/64
| 1 maja 1964 | Polonia Bytom · Jan Banaś 88' | 1:2 (pd.)(0:1, 1:1) | CWKS Legia Warszawa · 38' 118' Henryk Apostel | Stadion Dziesięciolecia, Warszawa Widzów: b.d. Sędzia: b.d. |
|             |                               |                     |                                               |                                                             |

### 1965/66
| 15 sierpnia 1966 | CWKS Legia Warszawa · Lucjan Brychczy 35' · Bernard Blaut 120' | 2:1 (pd.)(1:0, 1:1) | Górnik Zabrze · 57' Rainer Kuchta | Stadion im. 22 lipca, Poznań Widzów: 15 tys. Sędzia: Marian Środecki, Wrocław |
|                  |                                                                |                     |                                   |                                                                               |

### 1968/69
| 12 maja 1969 | Górnik Zabrze · Włodzimierz Lubański 17' · Erwin Wilczek 77' | 2:0(1:0) | CWKS Legia Warszawa | Stadion ŁKS, Łódź Widzów: 40 tys. Sędzia: Wiesław Karolak, Łódź |
|              |                                                              |          |                     |                                                                 |

### 1971/72
| 4 maja 1972 | Górnik Zabrze · Włodzimierz Lubański 26' 64' 80' 87' · Zygfryd Szołtysik 81' | 5:2(1:2) | CWKS Legia Warszawa · 3' 28' Robert Gadocha | Stadion ŁKS, Łódź Widzów: 32 tys. Sędzia: Jerzy Świstek, Rzeszów |
|             |                                                                              |          |                                             |                                                                  |

### 1972/73
| 17 czerwca 1973                                                                | Legia Warszawa | 0:0 (pd.) k. 4:2(0:0)                                                          | Polonia Bytom | Stadion im. 22 lipca, Poznań Widzów: 10 tys. Sędzia: Marian Kustoń, Poznań |
|                                                                                |                |                                                                                |               |                                                                            |
|                                                                                |                | Rzuty karne                                                                    |               |                                                                            |
| Robert Gadocha · Kazimierz Deyna · Jan Pieszko · Tadeusz Cypka · Tadeusz Nowak |                | Jerzy Radecki · Paweł Janik · Ryszard Brysiak · Jan Górski · Romuald Chojnacki |               |                                                                            |

### 1979/80
| 9 maja 1980 | CWKS Legia Warszawa · Marek Kusto 23' 57' · Mirosław Okoński 34' · Adam Topolski 38' · Witold Sikorski 54' | 5:0(3:0) | Lech Poznań | Stadion Miejski, Częstochowa Widzów: 25 tys. Sędzia: Jerzy Kacprzak, Gdańsk |
|             | |          |             |                                                                             |

### 1980/81
| 24 czerwca 1981 | CWKS Legia Warszawa · Adam Topolski 118' | 1:0 (pd.)(0:0, 0:0) | Pogoń Szczecin | Stadion Calisia, Kalisz Widzów: 12 tys. Sędzia: Alojzy Jarguz, Suwałki |
|                 |                                          |                     |                |                                                                        |

### 1987/88
| 22 czerwca 1988                                                                                     | Lech Poznań · Jarosław Araszkiewicz 48' | 1:1 (pd.) k. 3:2(0:0, 1:1)                                                                | Legia Warszawa · 64' Krzysztof Iwanicki | Stadion Widzewa, Łódź Widzów: 11 tys. Sędzia: Piotr Werner, Katowice |
| |                                         |                                                                                           |                                         |                                                                      |
| |                                         | Rzuty karne                                                                               |                                         |                                                                      |
| Jerzy Kruszczyński · Bogusław Pachelski · Czesław Jakołcewicz · Andrzej Słowakiewicz · Marek Rzepka |                                         | Dariusz Kubicki · Dariusz Dziekanowski · Andrzej Łatka · Leszek Pisz · Krzysztof Iwanicki |                                         |                                                                      |

### 1988/89
| 24 czerwca 1989 | CWKS Legia Warszawa · Roman Kosecki 8' 29' · Dariusz Dziekanowski 21' 80' · Krzysztof Iwanicki 57' | 5:2(3:1) | Jagiellonia Białystok · 31' Jerzy Leszczyk · 67' Jacek Bayer | Stadion OSiR, Olsztyn Widzów: 20 tys. Sędzia: Krzysztof Perek, Poznań |
|                 | |          |                                                              |                                                                       |

### 1989/90
| 17 czerwca 1990 | Legia Warszawa · Jacek Cyzio 22' · Roman Kosecki 84' | 2:0(1:0) | GKS Katowice | Stadion Widzewa, Łódź Widzów: 3 tys. Sędzia: Roman Kostrzewski, Bydgoszcz |
|                 |                                                      |          |              |                                                                           |

### 1990/91
| 23 czerwca 1991 | GKS Katowice · Andrzej Lesiak 76' | 1:0(0:0) | Legia Warszawa | Stadion Piotrcovii, Piotrków Trybunalski Widzów: 6 tys. Sędzia: Marek Kowalczyk, Poznań |
|                 |                                   |          |                |                                                                                         |

### 1993/94
| 18 czerwca 1994 | Legia Warszawa · Wojciech Kowalczyk 77' · Jerzy Podbrożny 87' | 2:0(0:0) | ŁKS Łódź | Stadion Wojska Polskiego, Warszawa Widzów: 20 tys. Sędzia: Krzysztof Perek, Poznań |
|                 |                                                               |          |          |                                                                                    |

### 1994/95
| 18 czerwca 1995 | Legia Warszawa · Leszek Pisz 25' · Jerzy Podbrożny 89' | 2:0(1:0) | GKS Katowice | Stadion Wojska Polskiego, Warszawa Widzów: 17 tys. Sędzia: Roman Kostrzewski, Bydgoszcz |
|                 |                                                        |          |              |                                                                                         |

### 1996/97
| 29 czerwca 1997 | Legia Warszawa · Sylwester Czereszewski 41' · Tomasz Sokołowski 86' | 2:0(1:0) | GKS Katowice | Stadion ŁKS, Łódź Widzów: 4 tys. Sędzia: Zbigniew Przesmycki, Poznań |
|                 |                                                                     |          |              |                                                                      |

### 2003/04
| 18 maja 2004 | Lech Poznań · Piotr Reiss 17' 35' | 2:0(2:0) | Legia Warszawa | Stadion Miejski, Poznań Widzów: 26 tys. Sędzia: Krzysztof Słupik, Tarnów |
|              |                                   |          |                |                                                                          |

| 1 czerwca 2004 | Legia Warszawa · Piotr Włodarczyk 68' | 1:0(0:0) | Lech Poznań | Stadion Wojska Polskiego, Warszawa Widzów: 15 tys. Sędzia: Antoni Fijarczyk, Stalowa Wola |
|                |                                       |          |             |                                                                                           |

### 2007/08
| 13 maja 2008                                                                      | Legia Warszawa | 0:0 (pd.) k. 4:3(0:0)                                                             | Wisła Kraków | Stadion GKS Bełchatów, Bełchatów Widzów: 5 tys. Sędzia: Grzegorz Gilewski, Radom |
|                                                                                   |                |                                                                                   |              |                                                                                  |
|                                                                                   |                | Rzuty karne                                                                       |              |                                                                                  |
| Wojciech Szala · Roger · Marcin Smoliński · Aleksandar Vuković · Jakub Wawrzyniak |                | Arkadiusz Głowacki · Marek Zieńczuk · Cléber · Jean Paulista · Marcin Baszczyński |              |                                                                                  |

### 2010/11
| 3 maja 2011                                                                               | Lech Poznań · Dimitrije Injac 29' | 1:1 (pd.) k. 4:5(1:0)                                                                       | Legia Warszawa · 66' Manú | Stadion im. Zdzisława Krzyszkowiaka, Bydgoszcz Widzów: 16,5 tys. Sędzia: Paweł Gil, Lublin |
|                                                                                           |                                   |                                                                                             |                           |                                                                                            |
|                                                                                           |                                   | Rzuty karne                                                                                 |                           |                                                                                            |
| Bartosz Bosacki · Semir Štilić · Artiom Rudniew · Tomasz Mikołajczak · Hubert Wołąkiewicz |                                   | Alejandro Cabral · Marcin Komorowski · Ivica Vrdoljak · Jakub Rzeźniczak · Jakub Wawrzyniak |                           |                                                                                            |

### 2011/12
| 24 kwietnia 2012 | Legia Warszawa · Danijel Ljuboja 8' · Miroslav Radović 41' · Michał Żyro 56' | 3:0(2:0) | Ruch Chorzów | Stadion Miejski, Kielce Widzów: 10 tys. Sędzia: Hubert Siejewicz, Białystok |
|                  |                                                                              |          |              |                                                                             |

### 2012/13
| 2 maja 2013 | Śląsk Wrocław | 0:2(0:2) | Legia Warszawa · 32' 44' Marek Saganowski | Stadion Miejski, Wrocław Widzów: 35 tys. Sędzia: Szymon Marciniak, Płock |
|             |               |          |                                           |                                                                          |

| 8 maja 2013 | Legia Warszawa | 0:1(0:1) | Śląsk Wrocław · 2' (sam.) Michał Żewłakow | Pepsi Arena, Warszawa Widzów: 29 tys. Sędzia: Paweł Gil, Lublin |
|             |                |          |                                           |                                                                 |

### 2014/15
| 2 maja 2015 | Lech Poznań · Tomasz Jodłowiec 20' (sam.) | 1:2(1:1) | Legia Warszawa · 30' Tomasz Jodłowiec · 55' Marek Saganowski | Stadion Narodowy, Warszawa Widzów: 45 tys. Sędzia: Daniel Stefański, Bydgoszcz |
|             |                                           |          |                                                              |                                                                                |

### 2015/16
| 2 maja 2016 | Lech Poznań | 0:1(0:0) | Legia Warszawa · 69' Aleksandar Prijović | Stadion Narodowy, Warszawa Widzów: 48 563 Sędzia: Szymon Marciniak, Płock |
|             |             |          |                                          |                                                                           |

### 2017/18
| 2 maja 2018 | Arka Gdynia · Dawid Sołdecki 90+9' | 1:2(0:2) | Legia Warszawa · 12' Jarosław Niezgoda · 29' Cafú | Stadion Narodowy, Warszawa Widzów: 47 037 Sędzia: Piotr Lasyk, Bytom |
|             |                                    |          |                                                   |                                                                      |

### 2022/23
| 2 maja 2023                                                                                            | Legia Warszawa | 0:0 (pd.) k. 6:5(0:0)                                                                          | Raków Częstochowa | Stadion Narodowy, Warszawa Widzów: 44 701 Sędzia: Piotr Lasyk, Bytom |
| |                |                                                                                                |                   |                                                                      |
| |                | Rzuty karne                                                                                    |                   |                                                                      |
| Bartosz Slisz · Maciej Rosołek · Rafał Augustyniak · Patryk Sokołowski · Paweł Wszołek · Maik Nawrocki |                | Fran Tudor · Stratos Swarnas · Fabian Piasecki · Bartosz Nowak · Jean Carlos · Mateusz Wdowiak |                   |                                                                      |

### 2024/25
| 2 maja 2025 | Pogoń Szczecin · Danijel Lončar 41' · Eftimis Kuluris 67' · Kacper Smoliński 90+5' | 3:4(1:1) | Legia Warszawa · 13' Luquinhas · 46' Ryōya Morishita · 64' Illa Szkuryn · 85' Rúben Vinagre | Stadion Narodowy, Warszawa Widzów: 51 233 Sędzia: Szymon Marciniak, Płock |
|             |                                                                                    |          |                                                                                             |                                                                           |